# Chabo
Denna artikel handlar om hönsrasen chabo, se Chabo (studenthem) för studenthemmet.

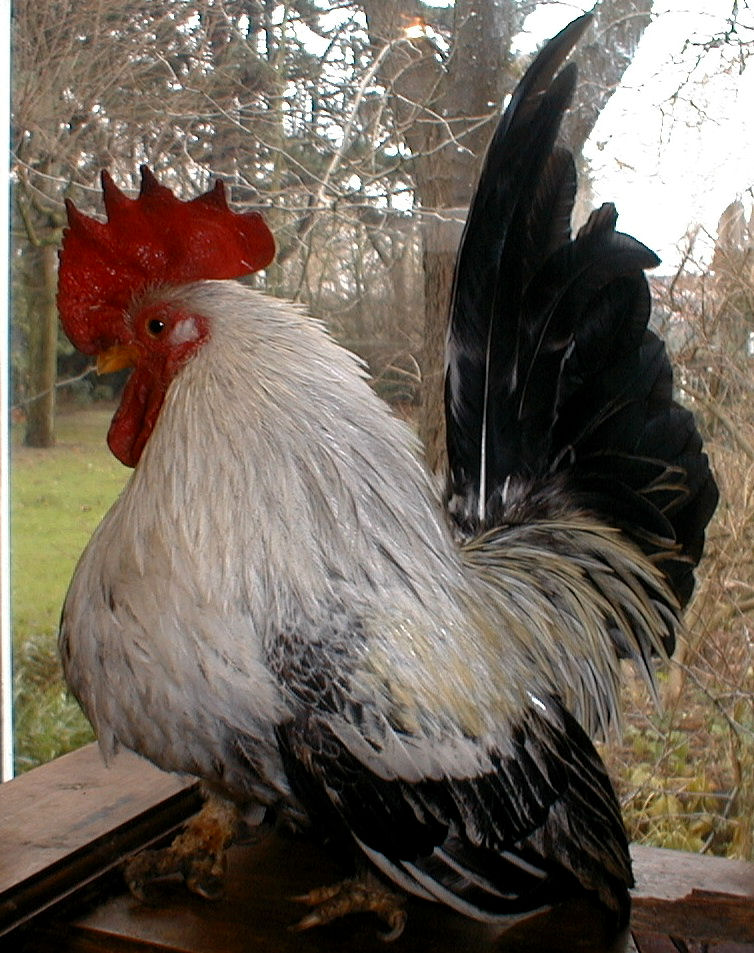
Chabotupp

Chabo, efter det javanesiska ordet för dvärg, är en dvärghönsras från Japan som räknas till urdvärgarna, det vill säga den är bland de äldsta dvärghönsraserna och det finns ingen motsvarande stor ras. Det finns belagt att små höns av denna typ förekom i Japan redan vid mitten av 1600-talet, där de framförallt hölls som prydnadsfåglar vid det japanska hovet.
Till utseendet känneteckans rasen vid sidan om sin mindre storlek av påfallande korta ben och hög stjärtställning. Den finns i flera olika färgvarianter och även i friserad och silkesbefjädrad variant. En höna väger omkring 500 gram och en tupp 600 gram. Äggen väger ungefär 28 gram och skalfärgen är gulaktig till gräddfärgad. Värpegenskaperna hos rasen är medelmåttiga. 
Hönorna är ruvvilliga och ser efter sina kycklingar väl. Inom en flock förekommer det även att andra höns hjälper till med att beskydda kycklingarna.
Rasen är till sitt sätt aktiv och har bra flygförmåga, men den är ändå inte skygg och går vanligen lätt att få tam.

## Färger
- Björkfärgad
- Blå
- Blå/kanttecknad
- Brun
- Gul
- Gul/svartstjärtad
- Gökfärgad
- Porslinsfärgad
- Pärlgrå
- Rapphönsfärgad
- Silvertecknad
- Svart
- Svart/guldhalsad
- Svart/silverhalsad
- Svart/vitfläckig
- Vit
- Vit/svartstjärtad